# کییند
کییند یک روستا در ایران است که در بخش مرکزی شهرستان بستک واقع شده‌است.